# Blowfish
Blowfish (от англ. издуваща се риба) е кодиращ алгоритъм с променлива дължина на ключа до 448 бита. Един от най-бързо шифриращи блокове алгоритми. Състои се от сложно преработване на ключа (така прави ключа труден за атаки по речник). Създаден е като свободен за използване, без патенти или други ограничения. Губи популярност след стандартизирането на АЕS.